# Orquestra Simfònica d'Euskadi

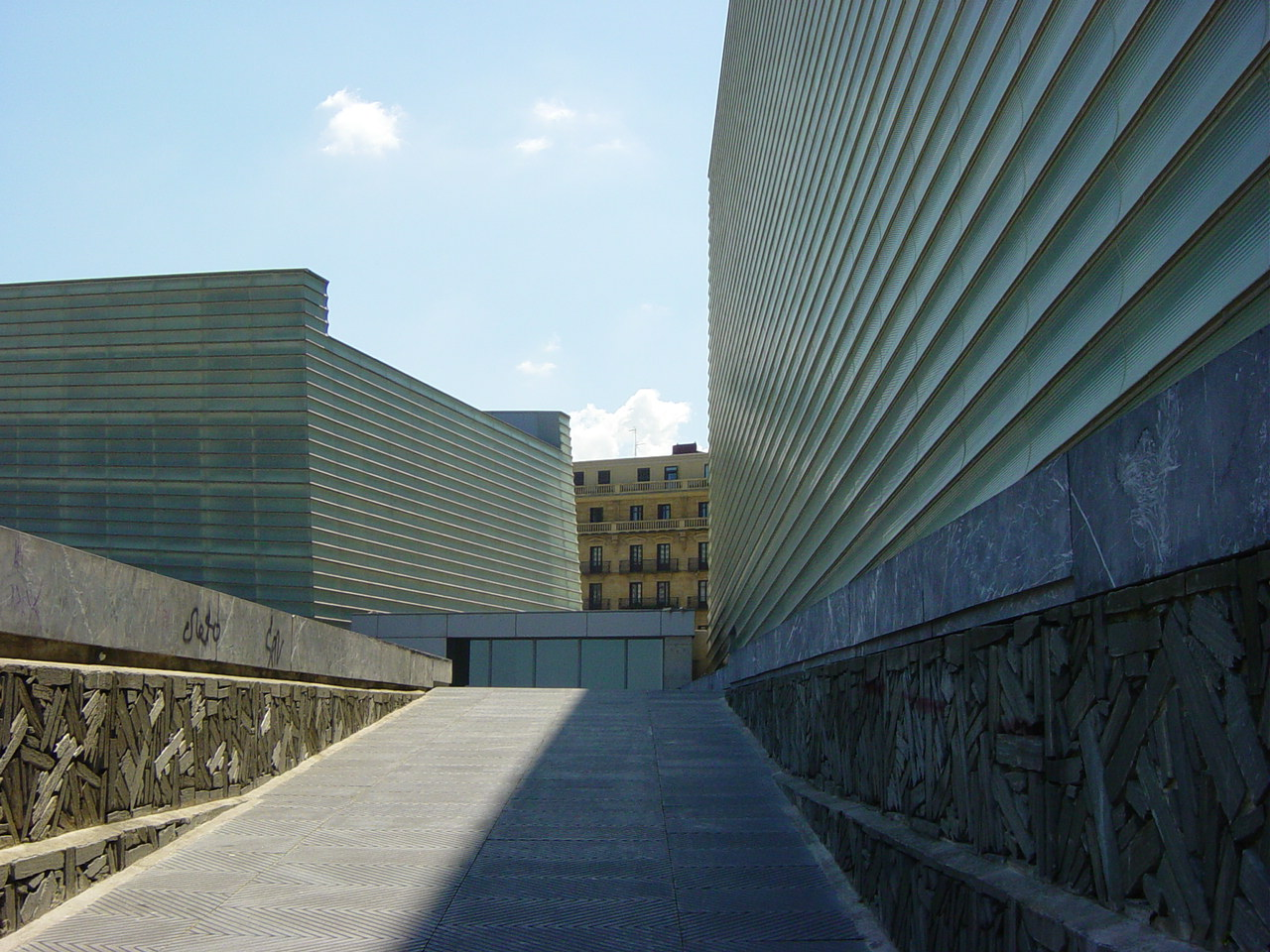
Terrasses del Kursaal

L'Orquestra Simfònica d'Euskadi (basca Euskadiko Orkestra Sinfonikoa) és una orquestra simfònica basca amb seu al barri de Miramon-Zorroaga de Sant Sebastià. Va ser creada en 1982, per decret del Govern Basc, promoguda i desenvolupada des del seu Departament de Cultura. Es finança bàsicament amb càrrec als pressupostos del Govern Basc. Des del 2017 el director titular és Robert Treviño.

## Direcció
Des del 2014 fins al 2017 el seu director general va ser Oriol Roch Izard, després que substituí en el càrrec a qui ho fou entre els anys 2006 i 2014, Iñigo Alberdi Amasorrain. Des de la temporada 2009/2010 ho havia sigut Andrés Orozco-Estrada i el principal director convidat és Andrei Boreiko. Enrique Jordá va ser l'assessor artístic en els començaments i han estat directors titulars Gilbert Varga i Cristian Mandeal, Mario Venzago, Hans Graf, Miguel Ángel Gómez Martínez, Matthias Kuntzsch i Maximiano Valdés.
Des de 1992, data de la seva fundació, és membre de l'Associació Espanyola d'Orquestres Simfòniques (AEOS).

## Col·laboracions
Els principals directors d'orquestra que hi han col·laborat han estat Yehudi Menuhin, Paul McCreesh, Yakov Kreizberg, Oleg Caetani, Jerzy Semkov, Lawrence Foster, Pinchas Steinberg, Krystof Penderecki, Christopher Hogwood, Jesús López Cobos i Josep Pons i Viladomat.
També hi han treballat els solistes Maria João Pires, Marielle Labeque, Bruno Leonardo Gelber, Radu Lupu, Frank Peter Zimmermann, Mischa Maisky, Antonio Meneses, Elisabeth Leonskaja, Christian Zacharias, Leonidas Kavakos, Zoltan Kocsis, Joaquin Achúcarro, Dëzso Ranki, Heinrich Schiff, Nikolaj Znaider, María Bayo, Carlos Álvarez Rodríguez, Carlos Mena i Ainhoa Arteta.

## Discografia
- Orquesta Sinfónica de Euskadi (IZ, 1983).
- ILLETA de F.Escudero (Elkar, 1983).
- ARMONÍAS VASCAS (Elkar, 1985).
- OI BETLEEM (Elkar, 1991).
- GASNALSA (1996).
- CIEN AÑOS DEL BUEN PASTOR (IZ, 1997).
- EUSKAL KONPOSITOREEN BILDUMA (I) JESÚS GURIDI (1886-1961) (Claves, 1997).
- AUHEN SINFONIKOA (Elkar, 1998), Benito Lertxundirekin batera.
- EUSKAL KONPOSITOREEN BILDUMA (2) JOSÉ MARÍA USANDIZAGA (1887-1915) (Claves, 1998).
- CARLOS ÁLVAREZ Arias de Ópera (Claves, 1999).
- EUSKAL KONPOSITOREEN BILDUMA (3) JESÚS ARAMBARRI (1902-1960) (Claves, 1999).
- MUSIKA MAGIA DA (1999).
- TXIRRI,MIRRI ETA TXIRIBITON (IZ, 1999).
- ESPAINIAR MUSIKA SINFONIKO GARAIKIDEA 5 (1999).
- ESPAINIAR MUSIKA SINFONIKO GARAIKIDEA 6 (1999).
- ESPAINIAR MUSIKA SINFONIKO GARAIKIDEA 7 (1999).
- MAURICE RAVEL (1875-1937) (Claves, 2000).
- EUSKAL KONPOSITOREEN BILDUMA (4) ANDRES ISASI (1890-1940) (Claves, 2000).
- EUSKAL KONPOSITOREEN BILDUMA (5) FRANCISCO ESCUDERO (1912-2002) (Claves, 2001).
- 20.URTEURRENA (Claves, 2002).
- EUSKAL KONPOSITOREEN BILDUMA (6) PABLO SOROZABAL (1897-1987) (Claves, 2002).
- CONCIERTO PARA TXISTU Y ORQUESTA (Elkar, 2002).
- EUSKAL KONPOSITOREEN BILDUMA (7) AITA DONOSTIA (1886 - 1956) (Claves, 2003).
- EUSKAL KONPOSITOREEN BILDUMA (8) Tomás Garbizu (1901-1989) (Claves, 2004).
- TURANDOT. GIACOMO PUCCINI (1858-1924) (RTVE Música, 2004).
- Canciones (RTVE Música, 2004).
- EUSKAL KONPOSITOREEN BILDUMA (9) AITA MADINA (1907 - 1972) (Claves, 2005).
- Latino (RTVE Música, 2005).
- CHRISTIAN LINDBERG A COMPOSER'S PORTRAIT (BIS Records, 2005).
- EUSKAL KONPOSITOREEN BILDUMA (10) JUAN CRISÓSTOMO DE ARRIAGA (1806 - 1826) (Claves, 2006).